# Megalomus pictus
Megalomus pictus är en insektsart som beskrevs av Hagen 1861. Megalomus pictus ingår i släktet Megalomus och familjen florsländor. Inga underarter finns listade i Catalogue of Life.